# Katastrofa lotu Korean Air 6316
Katastrofa lotu Korean Air 6316 – wypadek lotniczy samolotu McDonnell Douglas MD-11, należącego do linii lotniczych Korean Air, do którego doszło 15 kwietnia 1999 w Xinzhuang w Chinach. W wyniku wypadku śmierć poniosło 8 osób (3 osoby na pokładzie samolotu i 5 osób na ziemi).
Była to druga katastrofa MD-11 w ciągu sześciu miesięcy. Podczas katastrofy na zatoce świętej Małgorzaty zginęło 229 osób.

## Samolot
Samolot zbudowano w 1992 roku i dostarczono do Korean Air 24 marca 1992 roku, następnie został przekształcony w wersje cargo.

## Wypadek
Samolot wystartował o godz. 16:00 z 86 tonami ładunku. Po starcie załoga otrzymała zezwolenie na wzniesienie na wysokość 1500 m. Na wysokości 1400 m pierwszy oficer stwierdził, że dozwolona wysokość wynosić 460 m sądząc, że samolot jest o 910 m za wysoko. Kapitan gwałtownie popchnął kolumnę sterującą do przodu, powodując gwałtowne opadanie z prędkością ponad 10 000 m/min. Załoga próbowała odzyskać sterowność, ale nie byli w stanie z powodu nurkowania.
Samolot rozbił się w strefie przemysłowej w Xinzhuang, 10 km na południowy zachód od lotniska Hongqiao. Samolot uderzył w ziemię, niszcząc kilka domów, po czym eksplodował. Oprócz 3 członków załogi z Korei Południowej zginęło także 2 uczniów i 3 pracowników na ziemi. Rannych zostało 40 osób.
Katastrofa została zarejestrowana przez pobliską administrację ds. trzęsień ziemi w Szanghaju, która wskazała, że siły uderzenia wygenerowały trzęsienie ziemi o sile 1,6 w skali Richtera.

## Dochodzenie
W czerwcu 2001 roku dochodzenie przeprowadzone przez CAAC wykazało, że pierwszy oficer pomylił wymaganą wysokość 1500 metrów (4900 stóp) z wysokością 1500 stóp (460 m), co spowodowało błędną decyzję pilota o zniżaniu.